# Ophthalmina
Ophthalmina es un género de foraminífero bentónico de la familia Ophthalmidiidae, de la superfamilia Cornuspiroidea, del suborden Miliolina y del orden Miliolida. Su especie tipo es Ophthalmina kilianensis. Su rango cronoestratigráfico abarca el Holoceno.

## Discusión
Clasificaciones más recientes incluyen Ophthalmina en la superfamilia Nubecularioidea.

## Clasificación
Ophthalmina incluye a las siguientes especies:
- Ophthalmina centrolucida
- Ophthalmina kilianensis
- Ophthalmina planispirata
- Ophthalmina scariosa
- Ophthalmina spirulata

Otras especies consideradas en Ophthalmina son:
- Ophthalmina insularis, de posición genérica incierta
- Ophthalmina irregularis, de posición genérica incierta